# جون بيرن (قاضي)
جون بيرن (بالإنجليزية: John Byrne)‏ هو قاضي أسترالي، ولد في 16 أكتوبر 1948.